# Петър Караманов
Петър Караманов е български учител и общественик.

## Биография
Караманов е роден в кумановското село Арбанашко, тогава в Османската империя. Работи като учител в Куманово. Заради пробългарската си дейност е преследван от чети на сръбската пропаганда в Куманово. В 1904 година е отвлечен от сръбски четници и е изпратен във Враня, но успява да избяга и да се завърне в Куманово. След сръбски интриги пред турските власти, като виден българин е осъден на 15 години затвор.
След Младотурската революция в 1908 година става деец на Съюза на българските конституционни клубове и е избран за делегат на неговия Учредителен конгрес от Куманово.
Убит е от сръбски четници.